# Pterospermum lanceolatum
Pterospermum lanceolatum är en malvaväxtart som beskrevs av A. Dc.. Pterospermum lanceolatum ingår i släktet Pterospermum och familjen malvaväxter. Inga underarter finns listade i Catalogue of Life.